# Ydrefors
Ydrefors är en by på gränsen mellan Småland och Östergötland belägen vid Brosjöns södra spets där Stångån rinner ut. Strax nedströms möts även kommunerna Kinda, Vimmerby och Ydre samt socknarna Tidersrum, Södra Vi och Svinhult.

## Historia
Orten omtalas i dokument första gången 1551 och hette då Helvete (1551 "Heluethe", 1558 Heluite). Det handlade då om en gård om 1 mantal skatte, från 1561 1/2 mantal kronojord. 1662 kom namnet Hällefors. 1709 fanns här endast en gård. 1734 kom tingsförbud mot att använda det tidigare namnet Helvete. I samband med storskiftet 1811 fanns här fyra brukare om 1/8 mantal vardera.
1924 anlades Vimmerby-Ydre järnväg byggdes och i samband med det fick järnvägsstationen namnet Ydrefors. Fastighetsbeteckningen på fastigheterna i Svinhults socken är dock fortfarande Hällefors. Stationssamhället som växte fram kom att ligga inte bara i Hällefors utan även i Drögshult i Södra Vi socken och Söderhult i Tidersrums socken. Järnvägstrafiken upphörde 1940 på grund av dålig lönsamhet och spåret revs upp samma år. I byn har funnits speceriaffär, konditori, skola och två sågverk.

### Ydrefors Träförädling
Företaget grundades 1928 av disponent Oskar Andersson och övertogs 1956 av sonen Rune Scharff. Industrin låg vid Brosjöns västra strand i den del av Ydrefors som ligger inom Ydre kommun. När företaget var som störst fanns tolv anställda och årsomsättningen var fem miljoner kronor. Verksamheten lades ned 1976.

#### Dioxinförorening
Under 2006 publicerades en studie som visade att det under 1960-70-talet använt Servarex vid Ydrefors träförädling för att skydda virke mot mögel- och svampangrepp. Detta medförde höga halter av polyklorerade dibensodioxiner, i massmedia även kallat dioxin, i Brosjön och den uppmätta koncentrationen var den högsta någonsin i Sverige. Sanering genomfördes under 2013.

## Samhället
I anslutning till byn driver Ydrefors Samhällsförening sommartid en campingplats som även erbjuder café samt bad.

## Kommunikationer
Ydrefors trafikeras av Kalmar länstrafiks busslinje 76.